# Новокубанський район
Новокубанський район розташований у східній частині Краснодарського краю. Територія району становить 182,3 тис. га. Населення — 87,6 (2004) тис осіб. Адміністративний центр — Новокубанськ.

## Географія
За природно-кліматичними показниками Новокубанський район характеризується посушливим кліматом. Середньорічна кількість опадів становить 551 мм. Найбільша кількість опадів випадає в теплий період (квітень-вересень) — 340 мм, найменша — в холодний період — 211 мм. У літній період опади у вигляді злив, яким передує тривалий період спекотної посушливої погоди. Зима коротка і м'яка, але в окремі роки може бути суворою з тривалим морозним періодом. Літо спекотне і тривале. Навесні і влітку східні і південно-західні вітри носять характер суховіїв.
Переважаючий тип ґрунтів на території району — чорноземи. Найбільшу питому вагу в районі займають орні землі — 136,8 тис. га. На території району ведеться здобич піску, рінні, глини.
Територія району порізана великою кількістю річок і балок.

## Історія
Район було створено на підставі Постанови Президії ВЦВК «Про поділ Південно-Східної області на округи та райони» від 24 червня 1924, як Армавірський. Перейменовано в Новокубанський Постановою Президії Азовсько-Чорноморського крайвиконкому від 14.04.1936, з центром в селі Кубанське. 11 лютого 1963, рішенням Краснодарського крайвиконкому з укрупненням кількох районів до складу Новокубанського увійшли Успенський і Совєтський райони. Цим рішенням було затверджено нові межі Новокубанського району і його центром визначено селище Новокубанський. 13 червня 1961, Президією Верховної Ради РРФСР селище Новокубанський перетворено на робітниче селище; 11 липня 1966, Президією Верховної Ради РРФСР перетворено на місто Новокубанськ. У 1975, Президією Верховної Ради РРФСР територія Успенського району було виведено зі складу Новокубанського району.

## Адміністративний розподіл
Територія Новокубанського району складається з:
- 1 міського поселення
  - Новокубанське міське поселення — центр місто Новокубанськ
- 8 сільських поселень
  - Бесскорбненське сільське поселення — центр станиця Бесскорбна
  - Верхньокубанське сільське поселення — центр хутір Кірова
  - Ковалевське сільське поселення — центр село Ковалевське
  - Ляпинське сільське поселення — центр хутір Ляпино
  - Новосельськое сільське поселення — центр селище Глубокий
  - Прикубанське сільське поселення — центр селище Прикубанський
  - Прочноокопське сільське поселення — центр станиця Прочноокопська
  - Советське сільське поселення — центр станиця Советська

Загалом на території району розташовано 52 населених пункти.

## Ресурси Інтернет
- Новокубанський район (рос.)